# Parallelia myops
Parallelia myops är en fjärilsart som beskrevs av Achille Guenée 1852. Parallelia myops ingår i släktet Parallelia och familjen nattflyn. Inga underarter finns listade i Catalogue of Life.